# Patschgstuhlalm
Die Patschgstuhlalm ist eine Alm in der Gemeinde Bad Gastein im österreichischen Bundesland Salzburg.

## Lage und Charakteristik
Die Patschgstuhlalm erstreckt sich an den nordwestlichen Berghängen des Hohen Stuhls in der Ankogelgruppe. Sie gehört zur Ortschaft Bad Gastein und zur Katastralgemeinde Böckstein. Eine Almhütte steht auf einer Höhe von 1788 m ü. A. Das Gelände fällt Richtung Westen zum Stuhlalpsbach ab, einem rechtsseitigen Nebenbach der Gasteiner Ache. Über das Areal verläuft eine Mountainbikestrecke, die im Ortszentrum von Bad Gastein beginnt. Von der Alm führt ein Steig zum Gipfel des Hohen Stuhls.
Die Patschgstuhlalm liegt an der Waldgrenze. Sie ist Teil einer Gamswild-Ruhezone, die von 1. Dezember bis 31. Mai nicht betreten werden darf. Auf Felsen bei der Patschgstuhlalm wächst der Brutknospen-Schwingel (Festuca vivipara (L.) Sm.).

## Geschichte
Im von 1823 bis 1830 erstellten Franziszeischen Kataster ist am Platz der heutigen Almhütte der Patschgstuhlalm ein unbenanntes Gebäude verzeichnet. Am 21. Juli 2019 kam es zu einem Feuerwehreinsatz, nachdem ein Blitzschlag einen Brand verursacht hatte.